# Hisham al-Hashimi

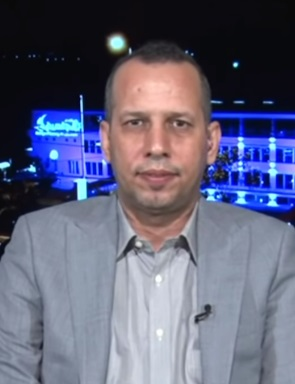
Hisham al-Hashimi (April 2020)

Hisham al-Hashimi (* 9. Mai 1973 in Bagdad; † 6. Juli 2020 ebenda) (auch Husham al-Hashimi, arabisch هشام الهاشمي, DMG Hišām al-Hāšimī) war ein irakischer Historiker, Publizist und Experte für Sicherheit, Extremismus und terroristische Gruppierungen wie die Organisation Islamischer Staat im Irak und der Levante.

## Werdegang
Hisham al-Hashimi studierte Islamwissenschaft sowie Hadithe und befasste sich eingehend mit dem Werk des mittelalterlichen Hadithkundlers und Historiografen Al-Dhahabi. Gegen Ende der Herrschaft des irakischen Staatschefs Saddam Hussein, wurde er inhaftiert. Nach dem Sturz des Saddam-Regimes durch die Koalitionstruppen im Dritten Golfkrieg wurde Hashimi als Journalist tätig und arbeitete unter anderem mit internationalen Berichterstattern zusammen.
Hashimi spezialisierte sich auf die Analyse verschiedener bewaffneter Gruppen im Irak und verfasste zahlreiche Artikel und Blog-Beiträge. Mit dem Aufstieg der Organisation „Islamischer Staat im Irak“ und deren Nachfolgeorganisation „Islamischer Staat im Irak und der Levante“ wurde er als Experte für Sicherheit und Terrorismusbekämpfung auch einer internationalen Öffentlichkeit bekannt. Er war 2018 unter anderem für den Think-Tank Al-Nahrain Centre in Bagdad tätig und Mitglied der Nationalen Versöhnungskommission im Irak. Hashimi trat regelmäßig in irakischen und arabischsprachigen Medien auf und sammelte unter anderem wissenschaftliche Daten für die Terrorismusforschung. Verschiedenen Quellen zufolge beriet er die irakische Regierung. Dem Nahost-Magazin zenith zufolge stand Hashimi zwischenzeitlich unter dem persönlichen Schutz des irakischen Staatspräsidenten Barham Salih und vermittelte zwischen Politikern und Vertretern der Protestbewegung auf dem Tahrir-Platz in Bagdad. Laut einem Bericht der Zeitung The Guardian bestanden persönliche Kontakte zwischen ihm und dem türkischen Staatschef Recep Tayyip Erdoğan sowie dem saudischen Kronprinzen Mohammed bin Salman.

## Ermordung am 6. Juli 2020 in Bagdad
Laut verschiedenen, gleichlautenden irakischen Medienberichten wurde Hisham al-Hashimi am Abend des 6. Juli 2020 vor seinem Wohnhaus im Stadtteil Zayouna von mindestens einem Attentäter erschossen. Das Viertel liegt in der Nachbarschaft des bekannten bürgerlichen Quartiers Karrada. Arabische Fernsehkanäle verbreiteten in der darauffolgenden Nacht Aufnahmen einer Sicherheitskamera, auf denen zu sehen ist, wie ein einzelner Täter mehrere Schüsse auf den Innenraum eines weißen Pkw feuert und danach die Flucht ergreift. Ein anderes Video zeigt, dass noch weitere Personen, darunter der Fahrer eines Motorrads oder Motorrollers, an dem Attentat beteiligt gewesen sein könnten. Hashimi wurde ins Bagdader Ibn Al-Nafees Krankenhaus gebracht, wo er seinen Verletzungen erlag. Hashimi hatte zuvor zahlreiche Todesdrohungen erhalten, sowohl von dschihadistischen Gruppen aus dem sunnitischen Spektrum als auch von Angehörigen schiitischer Milizen im Irak. Laut Medienberichten hatte Hashimi kurz vor seinem Tod mitgeteilt, dass er von Angehörigen der irakischen Gruppe Kata’ib Hisbollah bedroht werde.  Hashimis Bruder sagte gegenüber Journalisten, der Ermordete habe kurz vor dem Anschlag noch Drohungen von Anhängern des „IS“ erhalten.
Hashimis Leichnam wurde am 7. Juli 2020 in Bagdad in einer Prozession das letzte Geleit gewährt. Danach wurde er in Nadschaf bestattet. Der irakische Ministerpräsident Mustafa al-Kadhimi erklärte in einer Stellungnahme, „gesetzlose Gruppen“ hätten das Attentat verübt und würden zur Rechenschaft gezogen. Hashimi sei eine wichtige Stimme für den Kampf gegen den IS gewesen und habe bedeutende, sicherheitsrelevante „Dialoge“ im Irak ermöglicht. Der EU-Botschafter in Bagdad, der deutsche Diplomat Martin Huth, forderte wenige Stunden nach Hashimis Tod über Twitter, dass die Täter dieses „abscheulichen Verbrechens“ zur Rechenschaft gezogen werden müssten. Kurz vor seinem Tod hatte Hashimi noch per Twitter das irakische Parteiensystem, die konfessionelle Politik und den Sektarismus im Land kritisiert.